# Коукал рудий
Коука́л рудий (Centropus unirufus) — вид зозулеподібних птахів родини зозулевих (Cuculidae). Ендемік Філіппін.

## Опис
Довжина птаха становить 38-42 см, вага 184 г. Забарвлення переважно рудувато-коричневе, навколо очей плями голої жовтої шкіри. Райдужки світло-карі, дзьоб зеленуватий з жовтим кінчиком, лапи чорні. У молодих птахів голова покрита білим пухом.

## Поширення і екологія
Руді коукали мешкають на півночі Філіппінського архіпелагу, на острові Лусоні та на сусідніх островах Полілло і Катандуанес. Вони живуть у вологих рівнинних тропічних лісах з густим підліском, в деградованих лісах і бамбукових заростях. Зустрічаються зграями від 3 до 10 птахів, іноді приєднуються до змішаних зграй птахів.

## Збереження
МСОП класифікує стан збереження цього виду як близький до загрозливого. Рудим коукалам загрожує знищення природного середовища.